# Гіперкульовий сегмент

Приклад тримірного кульового сегмента (прозора частина). Решта частина кулі є другим кульовим сегментом.

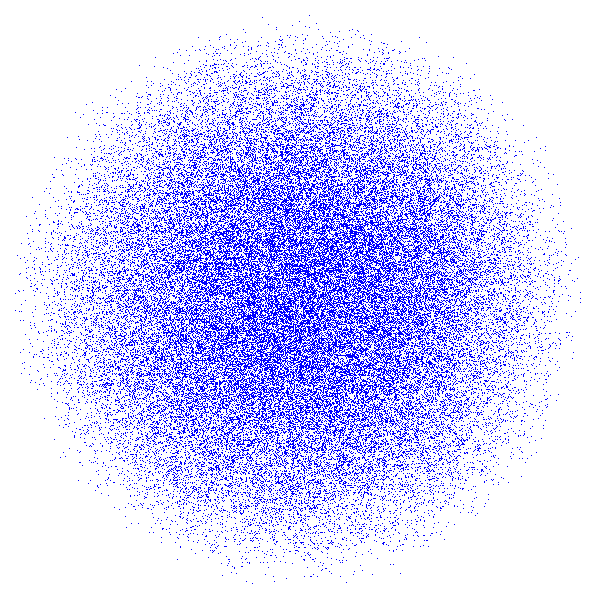
Проекція поверхні 8-cфери, 80 тис. точок. Малий сегмент мало змінює величину площі, центр на відміну від тримірної - темніший.

Гіперкульовий сегмент -  вибрана частина гіперкулі, за перерізу гіперплощиною, або сегмент гіперсферичної поверхні. Термін поєднує залежності пов'язані з алгебраїчним узагальненням рівнянь сфери та площини для довільної вимірності.
Відповідно не є геометричним об'єктом, але містить загальні властивості цілої групи геометричних об'єктів. Якщо геометричне тіло не має самостійної назви, чи вказується зв'язок із узагальненням, для його позначення додають значення вимірності відкидаючи префікс гіпер.
Гіперсферичний сегмент - гіперповерхня сферичної частини кульового сегмента.
Алгебраїчно фігура задається трьома параметрами, часто два з яких є геометричними а третій є вимірністю простору.
Вирази властивостей представлені для норми {\displaystyle L_{2}}, що має поширене застосування наприклад у теорії ймовірностей, ортогоналізації у лінійній алгебрі. Для {\displaystyle L_{2}} характерна просторова ортогональність, що не обов'язково пов'язано з незалежністю, сама норма чи напиклад сума проекцій одиничного вектора {\displaystyle \textstyle \sum _{i=1}^{n}e_{i}\leq {\sqrt {n}}} неявно містить зв'язок з кутовими параметрами.

## Кутові параметри
Просторова вимірність кутових параметрів складна, наприклад вони на відміну від лінійних не залежні від масштабування, та їх можна цілісно виділити як незалежні у просторі параметрів.
{\displaystyle \cos(\theta )={\frac {r-h}{r}}=\left(1-\left({\frac {a}{r}}\right)^{2}\right)^{\frac {1}{2}}=t}
{\displaystyle a={\sqrt {h(2r-h)}}=r{\sqrt {1-t^{2}}}=r|\sin(\theta )|}
В двомірному випадку є простий зв'язок з об'ємом сектора та його конічною частиною {\displaystyle \textstyle V_{dome}=V_{sector}-V_{cone}}, {\displaystyle \textstyle V_{cone}(r,h,n)={\tfrac {r-h}{n}}S_{base}}.
{\displaystyle n=2,~V_{dome}=r^{2}\theta -a(r-h)}
У тримірному, простий зв'язок є з супровідними тригонометричними функціями.     Для більших вимірностей простору такий зв'язок менш очевидний, через те що подобою кута в радіанах є узагальнений стерадіан, який пов'язаний із плоским аналогом більш складно.
Вирази для властивостей за кінцевих віморнестей через парамеири у кульового та сферичного сегментів то поліноми тригонометричних функцій, із чергуванням доданку кутових величин, гіперпростір за набором функцій для властивостей показує чергування характерне вимірностям 2-3.

## Лінійні параметри
- Радіус гіперсферичного сегмента {\displaystyle r} - радіус гіперсфери якій належить його поверхня.
- Основа гіперкульового сегмента — куля попередньої вимірності з радіусом {\displaystyle a={\sqrt {h(2r-h)}}}, що належить площині перерізу.
- Висота гіперкульового сегмента {\displaystyle h} — найменша відстань між дотичними до нього паралельними гіперплощинами, дорівнює довжині сегменту прямої що нормально проходить через центр основи[3].

## Об'єм
Вирази через радіус гіперсферичного сегмента {\displaystyle r} та висоту {\displaystyle h}, для евклідового простору вимірності {\displaystyle n}:
За обмеження аргумента виразу по висоті, отримання значень в необхідному діапазоні досягається заміною {\displaystyle \textstyle h_{s}\to 2r-h} та {\displaystyle \textstyle V_{dome}(r,h,n)\to V_{ball}(r,n)-V_{dome}(r,h_{s},n)}.
{\displaystyle \textstyle V_{ball}(r,k)={\frac {r^{k}\pi ^{k/2}}{\Gamma \left(k/2+1\right)}}}, {\displaystyle \Gamma } (гамма-функція)

### З використанням спеціальних функцій
гіпергеометричної функції {\displaystyle {}_{2}F_{1}}, чи регуляризованої неповної бета-функції {\displaystyle I_{x}(a,b)}:
{\displaystyle V_{dome}(r,h,n)={\frac {1}{2}}V_{ball}(r,n)I_{\sin ^{2}\theta }\left({\tfrac {n+1}{2}},{\tfrac {1}{2}}\right)=rV_{ball}(a,n-1)\left({\,}_{2}F_{1}\left(-{\tfrac {1}{2}},{\tfrac {n-1}{2}};{\tfrac {n+1}{2}};\left({\tfrac {a}{r}}\right)^{2}\right)-\left({\tfrac {r-h}{r}}\right)\right)}
де {\displaystyle r\geqslant h}, {\displaystyle \textstyle \sin ^{2}\theta =\left({\frac {a}{r}}\right)^{2}={\frac {h(2r-h)}{r^{2}}}}, {\displaystyle \textstyle a={\sqrt {h(2r-h)}}}
або без обмежень по висоті:
{\displaystyle V_{dome}(r,h,n)=V_{ball}(r,n)\left({\frac {1}{2}}\,-\,{\tfrac {r-h}{r}}\,{\frac {\Gamma \left(1+{\tfrac {n}{2}}\right)}{{\sqrt {\pi }}\,\Gamma \left({\frac {n+1}{2}}\right)}}{\,}_{2}F_{1}\left({\tfrac {1}{2}},{\tfrac {1-n}{2}};{\tfrac {3}{2}};\left({\tfrac {r-h}{r}}\right)^{2}\right)\right)}
За наявності алгебраїчних функцій у розрахунках, вирази корисні можливістю точно оцінювати залежності, в тому числі за інтегрування чи диференціювання. Розрахунково, відстань у декілька ланок операторів від бібліотечних функцій з точністю останнього біта, кінцевий вираз робить якісною апроксимацією. Але попри те інколи достатні більш прості наближення чи менші необхідні можливості.

### Через кінцеву ітерацію
за {\displaystyle \textstyle k={\tfrac {n-mod(n,2)}{2}}} кроків, {\displaystyle \textstyle F(m,t)=\int \limits _{t}^{1}(1-x^{2})^{\frac {m}{2}}dx}:
| обмеження                     | кроки               | вираз | параметри                                                                       |
| ----------------------------- | ------------------- | --- | ------------------------------------------------------------------------------- |
| {\displaystyle n\geqslant 1}  | кінцевий            | {\displaystyle V_{dome}(r,h,n)=rV_{ball}(r,n-1)F(n-1,t)}                                                  | {\displaystyle p=mod(n-1,2)}, {\displaystyle t=\cos(\theta )={\tfrac {r-h}{r}}} |
| {\displaystyle i\geqslant -1} | {\displaystyle k}   | {\displaystyle F(i+2,t)={\tfrac {1}{i+3}}\left((i+2)F(i,t)-t\left(1-t^{2}\right)^{\frac {i+2}{2}}\right)} | {\displaystyle F(-p,t)={\begin{cases}1-t&p=0\\\arccos(t)&p=1\end{cases}}}       |
| {\displaystyle i\geqslant 0}  | {\displaystyle k-p} | {\displaystyle V_{ball}(r,i+2)={\tfrac {2\pi r^{2}}{i+2}}V_{ball}(r,i)}                                   | {\displaystyle V_{ball}(r,p)={\begin{cases}1&p=0\\2r&p=1\end{cases}}}           |

"Гонча" серед загальних виразів для невеликих значень вимірності, мінімальні вимоги до оперативної пам'яті та елементарні оператори,  але попри те що має характер схильний до представлення добутком, тобто заявку на точність, містить в тілі ітерації сумування яке суттєво її зменшує, тому за "великих дистанцій", розрізнює тільки "головну доріжку" - залежність від вимірності. Оскільки вираз для ітерації нескладно перевести в диференціальний вигляд, є корисним "на швидкості" тобто за аналізу поведінки похідних.
За алгебраїчного використання недоліків пов'язаних із розрахунковою помилкою немає. Допускає незначне прискорення за узгодження початкових значень вимірності.
Приклад створеного виразу для частини залежної від висоти, для шестивимірного простору  {\displaystyle n=6,~k=3,~p=1}:
{\displaystyle \textstyle F(n-1,t)={\tfrac {1}{6}}\left(-t(1-t^{2})^{\tfrac {5}{2}}+{\tfrac {5}{4}}\left(-t(1-t^{2})^{\tfrac {3}{2}}+{\tfrac {3}{2}}\left(-t(1-t^{2})^{\tfrac {1}{2}}+\arccos(t)\right)\right)\right)}.

### Через кінцеві суми
Замкнена форма. Cумування для чисельних розрахунків, через зменшення помилки-округлення, починається з малих доданків. За оптимізації по розміру, складність обрахунку квадратична.
{\displaystyle V_{dome}(r,h,n)={\begin{cases}\pi ^{k-1}r^{2k}\left({\tfrac {\arccos(t)}{k!}}-{\tfrac {2^{k}{\sqrt {1-t^{2}}}}{(2k-1)!!}}\sum _{i=0}^{k-1}(-1)^{i}\alpha _{i}t^{2i+1}\right)&p=0,~k\geqslant 1\\\pi ^{k}r^{2k+1}\left({\tfrac {2^{k}}{(2k+1)!!}}-{\tfrac {1}{k!}}\sum _{i=0}^{k}{\binom {k}{i}}{\tfrac {(-1)^{i}t^{2i+1}}{2i+1}}\right)&p=1,~k\geqslant 0\end{cases}}}
{\displaystyle \textstyle n\geqslant 1,~k={\frac {n-p}{2}},~p=mod(n,2),~t=\cos(\theta )={\tfrac {r-h}{r}},~\alpha _{i}>0,~{\binom {k}{i}}={\begin{cases}{\frac {k(k-1)(k-2)\cdot \ldots \cdot (k-i+1)}{i!}}&i\geqslant 1\\1&i=0\end{cases}}} - біноміальний коефіцієнт.
- Для парних вимірностей значення коефіцієнтів {\displaystyle \alpha _{i}} можна отримати ітерацією {\displaystyle \textstyle \alpha _{i+1}={\tfrac {{\binom {k}{i+1}}-(2i+2)\alpha _{i}}{2i+3}}}, {\displaystyle \textstyle \alpha _{0}=1-{\tfrac {(2k-1)!!}{(2k)!!}}}. Для оберненого сумування {\displaystyle \textstyle \alpha _{i-1}={\tfrac {{\binom {k}{i}}-(2i+1)\alpha _{i}}{2i}}}, перший коефіцієнт має простіший вигляд {\displaystyle \textstyle \alpha _{k-1}={\tfrac {1}{2k}}}. Мінімальна складність через отримання коефіцієнтів ітерацією - подвійна.
- Для непарних вимірностей, за швидкого оцінкового розрахунку чи аналітичних виразів доречно використовувати прямий порядок. Для оберненого порядку аргумент суми інваріантний відносно заміни граничних значень індекса {\displaystyle \textstyle \sum _{i=0}^{k}=\sum _{i=k}^{0}}.
- Для переходу до нормованого об`єма: {\displaystyle \textstyle V_{ball}(r,n)=\{\pi ^{k-1}\,r^{2k}{\tfrac {\pi }{k!}},~p=0\}}, та {\displaystyle \textstyle V_{ball}(r,n)=\{\pi ^{k}\,r^{2k+1}{\tfrac {2^{k+1}}{(2k+1)!!}},~p=1\}}, {\displaystyle \textstyle (2k)!!=2^{k}k!}.

Метод є компромісом між ітераційним шляхом та спеціальними функціями. Через близькість до параметрів дозволяє робити аналітичні висновки в областях де спеціальні функції малодосліджені, та має меншу порівняно із ітераційним методом складність кінцевого алгебраїчного виразу.
Приклад створеного виразу, для шестивимірного простору  {\displaystyle n=6,~k=3,~p=0}:
{\displaystyle \textstyle V_{dome}(r,t,n)=\pi ^{2}r^{6}\left({\frac {\arccos(t)}{6}}-{\frac {8{\sqrt {1-t^{2}}}}{15}}\left({\frac {11}{16}}t-{\frac {13}{24}}t^{3}+{\frac {1}{6}}t^{5}\right)\right)}.
Вираз через суму можна узагальнити для об'єму нульової вимірності, за припущення диференційованості. Хоча сума {\displaystyle \scriptstyle S(t)=\sum _{i=0}^{k-1}(-1)^{i}\alpha _{i}t^{2i+1}} не визначена для від'ємного аргумента, за диференціювання {\displaystyle \scriptstyle (1-t^{2})^{k}={\tfrac {(2k-1)!!}{(2k)!!}}-tS(t)+(1-t^{2}){\frac {dS(t)}{dt}}}, об'эм має вираз через однорідний розв'язок {\displaystyle \scriptstyle S(t)={\tfrac {-ic}{\sqrt {1-t^{2}}}}}. Визначення константи через властивість нульового значення кута:  {\displaystyle \textstyle 0=V_{dome}(r,t=1,n)\to (c=0,~0<\theta <\pi )}. За нульової константи, результат співпадає з отриманим через гіпергеометричну функцію, та показує властивості нульової вимірності як парної, також з релультатів слідує відмінність нульової вимірності від розгляду нульових розмірів:
{\displaystyle \textstyle n=0,~p=0,~k=0:~V_{dome}(r,\theta ,n)={\frac {\theta }{\pi }},\quad 0<\theta <\pi ,~r>0}.
Подібний розгляд можна провести й для нульнової вимірності як не парної {\displaystyle \scriptstyle k=-1/2}, але це потребує також доповненої функції залишку {\displaystyle \scriptstyle p=mod(n,2)}.

### Рекурентний зв'язок
- в явному вигляді, походить з ітераційного розрахунку:
{\displaystyle V_{dome}(r,t,i+2)={\tfrac {2\pi r^{2}}{i+2}}\left(V_{dome}(r,t,i)-{\tfrac {rV_{ball}(r,i-1)}{(i+1)}}t\left(1-t^{2}\right)^{\frac {i+1}{2}}\right)}
де {\displaystyle i\geqslant 1,~t=\cos(\theta )={\tfrac {r-h}{r}},~V_{ball}(r,0)=1}
- між сусідніми вимірностями, пірамідне інтегрування через основу:
{\displaystyle V_{dome}(r,h,i)=\int \limits _{0}^{2a}V_{dome}\left(r(x),h(x),i-1\right)dx}
де {\displaystyle \textstyle i\geqslant 1,~r\geqslant h,~r(x)=r{\sqrt {1-\left({\frac {a-x}{r}}\right)^{2}}},~h(x)=r(x)-(r-h),~a={\sqrt {h(2r-h)}}}

### Інтегральна форма
За алгебраїчного використання, коли вираз є проміжним, чи для ілюстрації залежності від параметрів:
- інтегрування через основу, циліндричне

{\displaystyle V_{dome}(r,h,n)=r\,(n-1)\,V_{ball}(1,n-1)\int \limits _{0}^{a}x^{n-2}\left(\left(1-\left({\frac {x}{r}}\right)^{2}\right)^{\frac {1}{2}}-\left(1-\left({\frac {a}{r}}\right)^{2}\right)^{\frac {1}{2}}\right)dx}
де {\displaystyle \textstyle a=r{\sqrt {1-t^{2}}}}, {\displaystyle \textstyle t=\cos(\theta )={\frac {r-h}{r}}=\left(1-\left({\frac {a}{r}}\right)^{2}\right)^{\frac {1}{2}}}.
- інтегрування через висоту, пірамідне

{\displaystyle V_{dome}(r,h,n)=\int \limits _{r-h}^{r}V_{ball}\left(a(x),n-1\right)dx=V_{ball}(r,n){\tfrac {\Gamma (n/2+1)}{{\sqrt {\pi }}\cdot \Gamma ((n+1)/2)}}\int \limits _{t}^{1}(1-x^{2})^{\frac {n-1}{2}}dx=V_{cylinder}(r,n){\tfrac {1}{2}}\int \limits _{t}^{1}(1-x^{2})^{\frac {n-1}{2}}dx}
де {\displaystyle \textstyle a(x)={\sqrt {r^{2}-x^{2}}},\quad \cos(\theta )=t={\frac {r-h}{r}}=t(h)}, {\displaystyle V_{cylinder}(r,n)=2\,r\,V_{ball}(r,n-1)} - об'єм описаного циліндру навколо кулі сферичної частини.
- інтегрування через кут

{\displaystyle V_{dome}(r,h,n)=r\,V_{ball}(r,n-1)\int \limits _{0}^{\theta (h)}\sin ^{n}\phi \,d\phi }
{\displaystyle \textstyle \cos(\theta )=t={\frac {r-h}{r}},\quad \int \limits _{0}^{\theta }\sin ^{n}\phi \,d\phi =\int \limits _{t}^{1}(1-x^{2})^{\frac {n-1}{2}}dx}.

### Диференціальна форма
Для нормованих значень, розгляд відносно об'єму кулі:
{\displaystyle V_{h}'(r,h,n)={\tfrac {1}{r}}{\tfrac {\Gamma (n/2+1)}{{\sqrt {\pi }}\,\Gamma ((n+1)/2)}}(1-t^{2})^{\frac {n-1}{2}}}, {\displaystyle G(n)={\tfrac {\Gamma (n/2+1)}{{\sqrt {\pi }}\cdot \Gamma ((n+1)/2)}},\quad {\tfrac {G(n)}{G(n-2)}}={\tfrac {n}{n-1}}}
{\displaystyle \scriptstyle V(n)=V_{dome}(n)/V_{ball}(n),\quad S(n)=S_{cup}(n)/S_{sphere}(n),\quad t=\cos(\theta )=(r-h)/r,\quad S_{dome}=S_{cup}+S_{base}}
- властивості:

Друга похідна об'єму сегмента по висоті  {\displaystyle \textstyle h}, має вираз через похідну площі та похідну об'єму нижчої вимірності. Зв'язок між нормованими площею та об'ємом також справедливий для їх значень.
{\displaystyle V_{h}''(n)={\frac {1}{r}}n\,t\,S_{h}'(n)={\frac {1}{r}}n\,t\,V_{h}'(n-2)={\frac {n\,t}{r^{2}}}\left({\tfrac {\Gamma (n/2)}{{\sqrt {\pi }}\,\Gamma ((n-1)/2)}}(1-t^{2})^{\frac {n-3}{2}}\right)}
Диференціальне рівняння для другої похідної нормованого об'єма сегмента кулі, можна записати як властивість, воно має однорідний вигляд для похідних, порівняно з рівнянням для використовуваної гіпергеометричної функції {\displaystyle \scriptstyle V(t)=1/2-G(n)\,t\,F(t^{2})}.
{\displaystyle V_{h}''(n)={\tfrac {n-1}{r}}{\tfrac {t}{1-t^{2}}}V_{h}'(n)~\Leftarrow ~4z(z-1)F''(z)=2((n-4)z+3)F'(z)+(n-1)F(z),\quad z=t^{2}}
В точках максимальної кривини функція має властивість визначену рівнянням першого порядку:
{\displaystyle (z(n-2)-1)-V_{h}'(z)^{2}(1+z(2n-1))=0,\quad z=t^{2},\quad \kappa -max}
або явний вигляд, та точкова оцінка межевого максимального значення похідної {\displaystyle \scriptstyle 1/{\sqrt {2}}}:
{\displaystyle \textstyle V_{h}'(t)^{2}={\tfrac {1}{2}}/\left(1+{\tfrac {3}{2}}{\tfrac {(1+t^{2})}{(n-1)t^{2}-(1+t^{2})}}\right),\quad \kappa -max}
Біля великих значень кута {\displaystyle \textstyle t\to 0} похідна межево {\displaystyle \textstyle n\to \inf } має вертикальну асимптотику, що зумовлює обмеження у використанні аналітичних функцій, тому координатний розгляд для ітераційних чи різнистних схем можуть переносити на трансформовані координати, або групи параметрів.

## Асимптотична поведінка

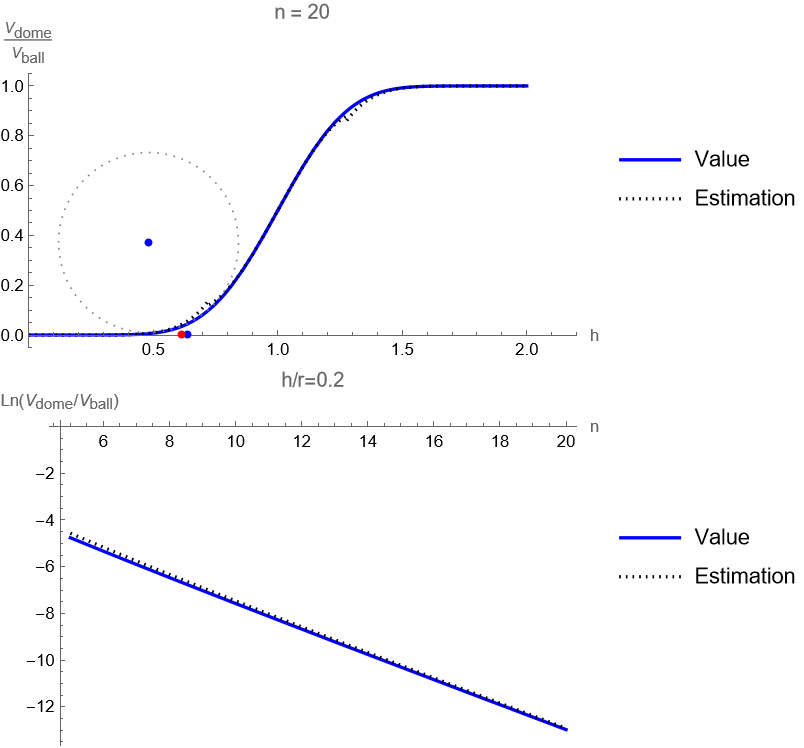
Нормований обєм сегмента 20-кулі, верхні оцінки: кубічна та показникова. Червона точка біля позиції максимальної кривини.

(вирази пов'язані з кривиною для одиничної міри довжини простору.)
Нормований об'єм кульового сегмента, за нескінченної вимірності, веде себе подібно до сходинкової функції Гевісайда {\displaystyle \scriptstyle H(x)={\frac {1+\operatorname {sgn}(x)}{2}}}, за сталих висоти та радіуса сферичної поверхні:
{\displaystyle \lim _{n\to \inf }{\frac {V_{dome}(r,h,n)}{V_{ball}(r,n)}}={\begin{cases}0&0<h<r,\\1&r<h<2r\end{cases}}}, за тотожності з півкулею {\displaystyle h=r} завжди {\displaystyle \textstyle 1/2}.
Характер наближення для малих висот - швидший за показниковий. У точках максимальної кривини збіжність значно менша - ступенева, у цих точках оцінити співвідношення між  параметрами сегмента можна через їх добуток. 
{\displaystyle \textstyle {\sqrt {2}}\,n\cdot t_{\kappa -max}\cdot V_{dome}/V_{ball}<r\,,\quad t>0,\quad t={\tfrac {r-h}{r}}=\cos(\theta )}
Доведення подоби поведінки сходинковій функції, "зтягуванням" у кути сходинки: 
Розглянемо точки  {\displaystyle \textstyle t=\pm {\sqrt {\tfrac {\ln(n/r^{2})}{n}}}\to 0}, {\displaystyle \textstyle n>10,\quad (n\,t^{2}\to inf)}. 
Оскільки  кривина за великої вимірності в цих точках показує наявність "точок зламу" біля тотожності з півкулею: {\displaystyle \textstyle {\frac {1}{R_{\kappa }}}\to {\frac {2\pi {\sqrt {n\ln(n/r^{2})}}}{r^{2}(1+2\pi )^{3/2}}}={\frac {2\pi \,n\,t}{r^{2}(1+2\pi )^{3/2}}}}, за значень функції які знаходяться в нулі {\displaystyle \textstyle {\frac {V_{dome}}{V_{ball}}}<{\frac {r}{\sqrt {2\,\pi \,n\ln(n/r^{2})}}}={\frac {r}{n\,t\,{\sqrt {2\,\pi }}}}} або одиниці. Разом з кінцевим ненульовим значенням похідної: {\displaystyle \textstyle {\frac {d}{dt}}{\frac {V_{dome}}{V_{ball}}}\to -{\frac {r}{\sqrt {2\pi }}}}, тобто знаходженням в "області зламу". Можна говорити про те, що обрані точки визначають межево сходинковий вигляд функції.

### Об'єм та площа
(нормовані величини)
Площа сферичної частини сегмента {\displaystyle \textstyle S_{cup}} поведінкою подібна до об'ємної {\displaystyle \textstyle V_{dome}}, що можна побачити з їх зв'язку. Для точності оцінки за переходу потрібно змінити значення аргументу вимірнсті: {\displaystyle \textstyle n\to n-2}.
{\displaystyle {\tfrac {S_{cup}(n)}{S_{sphere}(n)}}={\tfrac {V_{dome}(n-2)}{V_{ball}(n-2)}}}
Для розгляду кривини площі допустима нижня вимірність зростає {\displaystyle \textstyle n\geq 6}. Секції з оцінками самої величини функціональні для нижчої вимірності.
Повна площа {\displaystyle \textstyle S_{dome}} що відповідає кульовому сегменту містить додаткову площу основи. Наближення для отримання нормавоної величини:
{\displaystyle \textstyle {\tfrac {S_{dome}}{S_{sphere}}}={\tfrac {S_{cup}}{S_{sphere}}}+{\tfrac {S_{base}}{S_{sphere}}},\quad {\tfrac {S_{base}(n)}{S_{sphere}(n)}}={\tfrac {\Gamma (n/2)}{2{\sqrt {\pi }}\,\Gamma ((n+1)/2)}}(1-t^{2})^{\tfrac {n-1}{2}}{\xrightarrow[{(\leq )}]{n>>1}}{\tfrac {(1-t^{2})^{(n-1)/2}}{\sqrt {\pi (2n-1)}}}}.
{\displaystyle \scriptstyle t=\cos(\theta )=(r-h)/r},  множник у наближенні для верхньої межевої оцінки з квадратичною збіжностю. Наближення множника для вибору необхідної точності:
{\displaystyle \scriptstyle {\tfrac {\Gamma (n/2)}{2{\sqrt {\pi }}\,\Gamma ((n+1)/2)}}\xrightarrow {n>>1} {\tfrac {1}{\sqrt {2\pi n}}}\left(1+{\tfrac {1}{4n}}+{\tfrac {1}{32n^{2}}}-{\tfrac {5}{128n^{3}}}+...\right)}

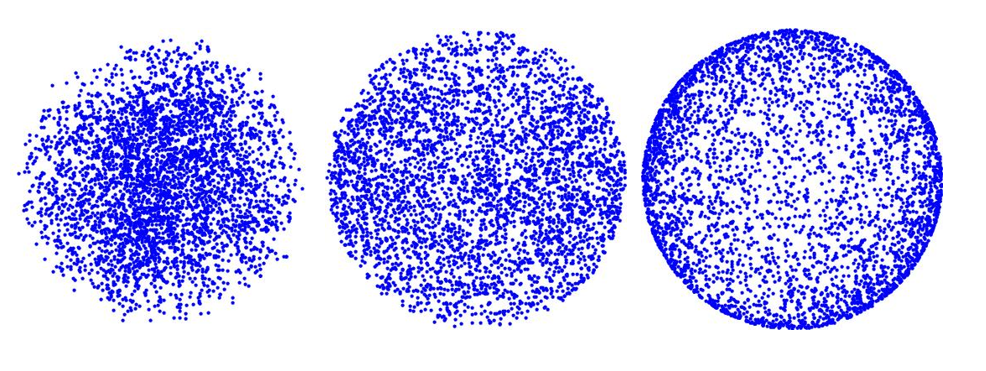
Концентрація точок поверні гіперсфери n = 7, 4, 3.

Розгляд через просту заміну аргументу вимірності радше реферативний, відносно класу характеристик. Точне зведення з крайніми випадками та особливостями краще робити окремо, об'єкти мають подібну вимірність параметрично, однак мають відмінне групування просторової вимірності, власне відмінності й виділяють їх як окремі об'єкти.
Наприклад тримірна сфера має обернену до вищих вимірностей концентрацію точок поверхні, чотривимірна просто пласка у двомірній проекції, але починаючи з пятивимірного гіперпростору подоба наближення до сходинковості однозначна. Вигляд проекції п'ятимірної сфери та тримірної кулі однакові.  У двомірній проекції концентрація об'єму та поверхні біля діаметру це просто точка. Нескінченно вимірні куля та сфера мають видимість лише в центрі, та невидимі навколо область та границю. Робити аналітичні та кількісні висновки щодо рівномірності та її звязку з вимірністю, можна за використання властивостей сегмента. 

### Для малих значень висоти
Верхня {\displaystyle t>0}, та відповідно для висоти більше за радіус {\displaystyle t<0} нижня  межа:
{\displaystyle \textstyle {\frac {V_{dome}}{V_{ball}}}={\frac {1-\operatorname {sgn}(t)}{2}}+{\frac {(1-t^{2})^{(n+1)/2}}{t\,{\sqrt {2\pi n}}}}}
{\displaystyle \scriptstyle \operatorname {sgn}(t)=t/|t|,~t=\cos(\theta )=(r-h)/r,~|t|>{\sqrt {\frac {\pi }{2n+1}}},~n>10}.
Допускає узгодження показників з функцією помилок. Отримати оцінку можна з нижної заміною модуля на квадрат косинуса {\displaystyle \scriptstyle ~|t|\to t^{2}:\quad (1-|t|)<(1-t^{2}),~(1-|t|)(1-t^{2})^{(n-1)/2}\to (1-t^{2})^{(n+1)/2}}. Порівнявши похідні після заміни, для не меншгого значення необхідно вираз скорегованої оцінки поділити на подвоєний косинус {\displaystyle \scriptstyle 2t}. За не меншого значення в точці, результатом є верхня оцінка.
Нижня: {\displaystyle t>0}:
{\displaystyle \textstyle {\frac {V_{dome}}{V_{ball}}}={\frac {1-\operatorname {sgn}(t)}{2}}+{\sqrt {\tfrac {2}{\pi n}}}{\tfrac {1-|t|}{\operatorname {sgn}(t)}}(1-t^{2})^{(n-1)/2}}, {\displaystyle \scriptstyle |t|>{\sqrt {\frac {\pi }{2n+1}}},~n>10}
За аналітичних перетворень, підвищену чутливість до точності аргумента можна зменшувати завдяки переходу до конічної оцінки, замінивши у виразі вимірний множник {\displaystyle \scriptstyle 1/{\sqrt {\pi (2n-1)}}}. Нижня оцінка побудована на обмежені кутового значення в інтегральному виразі, {\displaystyle \scriptstyle (1-x^{2})=(1-x)(1+x)<(1-x)(1+t)}.
Малі висоти геометрично можна позначити через незалежність,  -  ортогональні сегменти починають пересікатись у точці з однаковим кутом: {\displaystyle \textstyle t>1/{\sqrt {2}}\approx 0,7}. Оцінки мають широкий інтервал але їх збіжність на ньому змінна, біля цієї точки збіжність змінюється на порядок по величині косинуса.

### Точки максимальної кривини
(Для одиничної міри довжини простору, нормовані величини {\displaystyle \textstyle V_{dome},~S_{cup}})
Безпосередньо позиція може бути визначена через значущу частину {\displaystyle f(t,n,r)} похідної кривини по висоті (h). Для зручності розгляду позиції (p) за одиничного радіусу та координат на проміжку [-1:+1], робиться заміна {\displaystyle \textstyle f(p,n)=f(t,n,1);\quad p=-t}, {\displaystyle dp=-dt=dh/r} :
Супровідні вирази для координат кривини:
{\displaystyle dV(p,n)=r\,dV(h,n)=-r\,dV(t,n)=(1-p^{2})^{\tfrac {n-1}{2}}{\tfrac {\Gamma (n/2+1)}{{\sqrt {\pi }}\,\Gamma ((n+1)/2)}},\quad n\geq 2}
Вираз із косинусом (t) має відмінність від похідної закладеною чутливістю до розмірів подібно висоті. Похідна "знімає інтегрування", з виразу інтегральної форми.
{\displaystyle \textstyle f(t,n,r)=\left(\left((n-2)t^{2}-1\right)-\left(1+(2n-1)t^{2}\right){\tfrac {(1-t^{2})^{n-1}}{r^{2}}}\left({\frac {\Gamma (n/2+1)}{{\sqrt {\pi }}\,\Gamma ((n+1)/2)}}\right)^{2}\right)=0,~n\geq 3}
Рівняння для визначення точки максимальної кривини {\displaystyle f(t,n,r)} також можна записати як властивість похідної.
{\displaystyle \textstyle dV_{\kappa -max}^{2}(h,\,n)=\left(dV_{\kappa -max}(p,n)/r\right)^{2}={\tfrac {(n-2)t^{2}-1}{1+(2n-1)t^{2}}}={\tfrac {1}{2}}/\left(1+{\tfrac {3}{2}}{\tfrac {(1+t^{2})}{(n-1)t^{2}-(1+t^{2})}}\right)}
{\displaystyle \textstyle n\to \inf ,\quad dV_{\kappa -max}(h,\,n)=dV_{\kappa -max}(p,\,n)={\tfrac {1}{\sqrt {2}}}}
Межевий розгляд кривини об'єму кулі {\displaystyle n\geq 3} відмінний від округленого кута сходинки. За однакового межевого значення, збіжність до сходинкової поведнінки кривини для кулі більших розмірів ускладнена. За аналізу кривини нормованого об`єма сегмента, заміна на відносну позицію ({\displaystyle h\to r+r\,p}) не тотожня розгляду кулі одиничного радіусу, через "чутливість" до абсолютних розмірів.  
{\displaystyle R_{\kappa }(p,n)=R_{\kappa }(t,n)/r={\frac {(1+{dV}^{2})^{3/2}}{n\cdot p\cdot dS}}={\frac {(1+{dV(n)}^{2})^{3/2}}{n\cdot p\cdot dV(n-2)}}=>{\frac {(1+{dV}^{2})^{3/2}}{n\cdot p}}/\left((1-p^{2})^{\tfrac {n-3}{2}}{\tfrac {\Gamma (n/2)}{{\sqrt {\pi }}\Gamma ((n-1)/2)}}\right)}
{\displaystyle \scriptstyle n\geq 4,~|p|\in (0:1)}
Множник у знаменнику радіусу кривини тотожній виразу похідної нормованих: площі сегменту {\displaystyle dS(n)} чи похідної об'єму {\displaystyle dV(n-2)} у просторі двічі нижчої вимірності. {\displaystyle \textstyle R_{\kappa }(h,n)=R_{\kappa }(t,n)} - рівність через закладені відмінності у виразах похідної та радіусу кривини, в стандартному поданні - радіус для косинисуа домножений на квадрат радіуса кулі. Відмінності подають тотожні значення радіусу для використання у розрахунку позиції центру кривини. {\displaystyle R_{\kappa }} орієнтований, зберігає знак аргумента, для отримання геометричного радіусу необхідно брати абсолютне значення.
Координати позиції (p) центру кривини нормованого об`эма:
{\displaystyle x_{\kappa }(p)=p+dV\cdot R_{\kappa }/(1+{dV}^{2})^{1/2}}
{\displaystyle y_{\kappa }(p)=V_{dome}\left(1,\,1+p,\,n\right)-R_{\kappa }/(1+{dV}^{2})^{1/2}}
для масштабованого випадку, висоти (h) та косинуса (t):
{\displaystyle x_{\kappa }(t,r)=r-r\,t+dV\cdot R_{\kappa }/(1+{dV}^{2})^{1/2}}
{\displaystyle y_{\kappa }(t,r)=V_{dome}\left(1,\,1-t,\,n\right)+R_{\kappa }/(1+{dV}^{2})^{1/2}}
допустимі значення агрументів: {\displaystyle n\geq 4,~|p|\in (0:1)}
Оцінки позиції максимальної кривини нормованого обєму.
Верхня по висоті:
{\displaystyle t^{2}={\frac {\ln((n+1/2)/(\pi \,r^{2}))}{n-1}},\quad n\geq \pi \,r^{2}+4}
джерело, обмежена похідна: {\displaystyle dV_{\kappa -max}(p,n)=r\,dV(h,n)\to 1/{\sqrt {2}}}.
Нижня по вистоті: в секції отримання оцінок.
Значення у балансі збільшення вимірності ({\displaystyle n}) та прямування до нуля квадрату позиції {\displaystyle |p|=|t|} за першим: {\displaystyle n\,t^{2}\to inf}. Точки характеризують початок помітного збільшення значень об'єму. Через присутність у виразі {\displaystyle \pi r^{2}}, "помітність" пов'язують із двомірним січенням, однак зрозуміло що за малих значень висоти розміри менші за діаметр кулі, тому зв'язок із січенням чи двомірною проекцією кулі не безпосередній.   
Отримання оцінок:

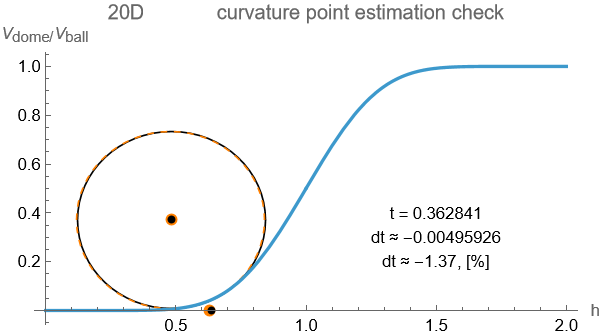

Розв'язок також можна побудувати без безпосереднього використання виразу екстремальних точок кривини. Оскільки передбачається  скінченне значення похідної {\displaystyle dV}, для оцінки позиції можна використати властивості визначення експоненти: {\displaystyle \textstyle t^{2}=2f(dV)/(n-1),~(1-t^{2})^{(n-1)/2}\to \exp(-f(dV))}. Множник гамми функцій зростає приблизно як корінь {\displaystyle \textstyle {\sqrt {(n+1/2)/(2\pi )}}={\sqrt {G_{s}}}}, щоб його скомпенсувати, достатньо перенаправивити значення від показника логарифмом  {\displaystyle \textstyle t^{2}={\tfrac {\ln(G_{s}/(r\,dV)^{2})}{n-1}},~(1-t^{2})^{(n-1)/2}\to {\tfrac {r\,dV}{\sqrt {G_{s}}}}}. Як супровідний результат: точка {\displaystyle t^{2}={\tfrac {\ln(n/r^{2})}{n}},~nt^{2}\to \inf } межево знаходиться в області "зламу", та баланс збіжності. Тобто, можна конструювати оцінки для необхідного значення похідної.
Для межевого випадку похідної, {\displaystyle dV^{2}=1/2,f\to -3/2}, джерела верхної оцінки, функція позиції {\displaystyle f(t,n,r)} просто збіжна. Другий крок ітерації по порядку точності, аналітично подібний наближенню рядом Тейлора, з відмінністю у заміні носія на логарифм, - міняє позицію відносно точного значення похідної. Додатня поправка за віднімання та сталого знаку похідної - має бути меншою за значення. Результат:
{\displaystyle t^{2}=\ln \left({\tfrac {(n+1/2)}{(1-3/(2\ln(n)))\pi \,r^{2}}}\right)/(n-1),\quad n\geq \pi \,r^{2}+5}
вираз для нижної оцінки по висоті, що забезпечує межево логарифмічну збіжність функції позиції до нуля: {\displaystyle \scriptstyle f\to -0,~f\cdot \ln(n)\to 3(1-2\,ln(\pi \,r^{2}))/4}. Властивості оцінки можна змінювати використовуючи властивість похідної {\displaystyle \scriptstyle dV_{\kappa -max}}. Наприклад, збіжность без залежності від радіусу сферичної частини {\displaystyle \scriptstyle f\to -0,~f\cdot \ln(n)\to 3/4}, досягається заміною добутку що уточнює - на логарифм з виразу верхньої оцінки {\displaystyle \scriptstyle (n-1)t^{2}\gets ln((n+1/2)/(\pi \,r^{2}))\leftrightarrow \ln(n)}, що рівнозначно заміні простого логарифма в оцінці.
Раціональність використання терміну:
Кривина визначена лише для 2D (n=2), у вищих вимірах вона забезпечує невизначений вибір. У 3D можна побудувати зірку з дахів, кривина біля центру відносно розгляду зірки може змінюватись від нуля до нескінченності, - вибір дорівнює нескінченності. Тому, наприклад задане F(x,y,z) = 0 не є 3D, а лише 2D з одним параметром. Використання параметричної форми та векторного добутку призводить питаннь у гіперпросторах з вимірністю вище  7D. Отже, кривина у вищих вимірах представлена як 2D, тоді як інші виміри представлені однією групою як параметр. Для використання подоби кривини з неперервною характеристикою множини параметрів варто використовувати самостійний термін. Оператор група груп логічно виключений, але можна використовувати подібне коли перше обмежене та більше 1, тобто множина може розглядати нескінченність серед параметрів як одиницю - гілки формальної логіки, статистики. 

### Біля тотожності з півкулею
{\displaystyle h\to r,~\theta \to \pi /2,~~t\to 0}
- Для верхньої межі {\displaystyle t>0} можна користуватись обмеженням ступеня вираза об'єма через суми, що для задіяної норми {\displaystyle L_{2}} тотожньо розкладу множника з гіпергеометричною функцією:
{\displaystyle \textstyle {\frac {V_{dome}(r,h,n)}{V_{ball}(r,n)}}{\xrightarrow[{n\geq 2}]{h\to r}}\left({\frac {1}{2}}-{\frac {\Gamma \left(n/2+1\right)}{{\sqrt {\pi }}\,\Gamma \left((n+1)/2\right)}}\left(t-{\frac {n-1}{6}}t^{3}\right)\right){\xrightarrow[{n\gg 1}]{h\to r}}\left({\frac {1}{2}}-{\sqrt {\frac {n+1/2}{2\pi }}}\left(t-{\frac {n-1}{6}}t^{3}\right)\right)}
Крайня межа аргумента ({\displaystyle t}): подібна нижній. Діапазон до межі агрумента нижньої краще забезпечує вираз для малих висот, потім {\displaystyle erf} оцінка. За одновимірності {\displaystyle \textstyle n=1} вираз переходить у розвязок.
Для кращої збіжності {\displaystyle \scriptstyle 1/n^{1/2}\to 1/n^{3/2}\to 1/n^{5/2}}, можна користуватись уточненими множниками: {\displaystyle \scriptstyle {\sqrt {\tfrac {n+1/2}{2\pi }}}\to {\tfrac {32n^{2}+8n+1}{32n{\sqrt {2n\pi }}}}\to {\tfrac {128n^{3}+32n^{2}+4n-5}{128n^{2}{\sqrt {2n\pi }}}}}.
Збільшення величини вимірності збільшує точність значення. Відкидання 1/2 у корені зменшує точність оцінки, результат буде відносно величини вимірності а не значення.
- Для нижньої {\displaystyle t>0} лінійної оцінки достатньо відкинути доданок із кубічною залежністю, відповідно крайня межа аргумента то точка перетину з віссю:
{\displaystyle \textstyle |t|<{\sqrt {\frac {\pi }{2n+1}}},\quad 1-{\sqrt {\frac {\pi }{2n+1}}}<{\frac {h}{r}}<1+{\sqrt {\frac {\pi }{2n+1}}},\quad n\gg 1}, {\displaystyle \scriptstyle t=\cos(\theta )=(r-h)/r}

### Апроксимація
Поведінку біля тотожності з півкулею за великих вимірностей добре описує наближення через стандартний нормальний розподіл, яке можна виразити через функцію помилок {\displaystyle \textstyle \operatorname {erf} },: 
{\displaystyle V_{dome}(r,t,n)={\frac {1}{2}}V_{ball}(r,n)\left(1-\operatorname {erf} (t{\sqrt {n/2}})\right)},
{\displaystyle \scriptstyle erf(z)={\frac {2}{\sqrt {\pi }}}\int _{0}^{z}\exp(-x^{2})dx,~t=\cos(\theta )={\frac {r-h}{r}},~n>10}

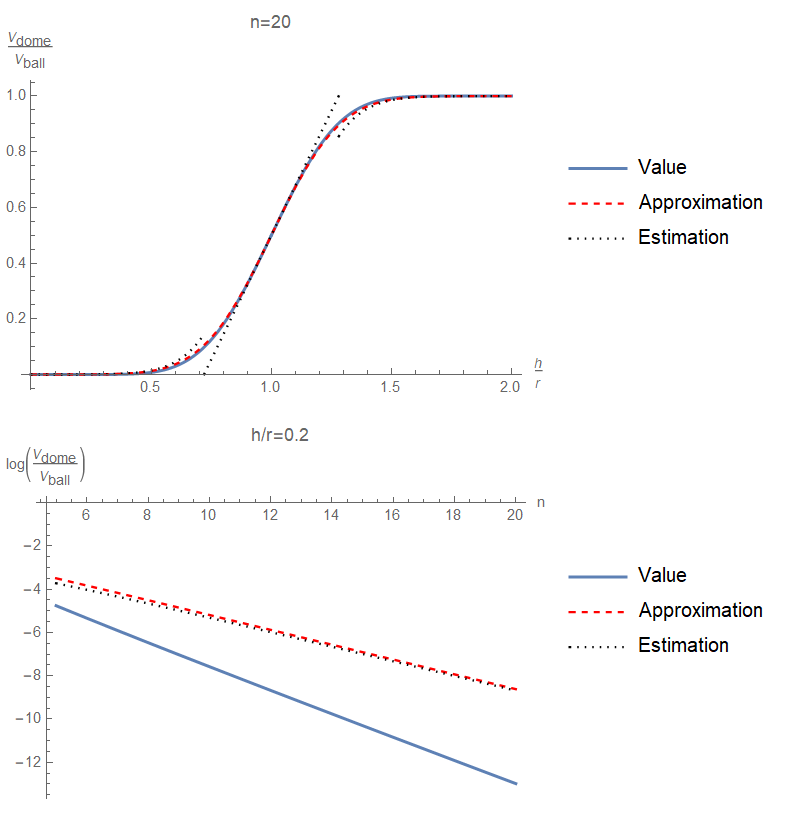
Апроксимація нормованого об'єму,, та її оцінка.

з апроксимації походить проста верхня межа {\displaystyle \textstyle t>0}:
{\displaystyle \textstyle {\frac {V_{dome}}{V_{ball}}}={\frac {1-\operatorname {sgn}(t)}{2}}+{\frac {\exp(-t^{2}n/2)}{t{\sqrt {2\pi n}}}}}
що працює біля нуля {\displaystyle \textstyle |t|<{\sqrt {\frac {\ln(n/r^{2})}{n}}}}, але, як і саме наближення, значно завищує відносні значення за віддалення.

### Об'єднана оцінка
Повний діапазон отримати можна поєднанням оцінок, за потреби більшої точності використовувати проміжний інтервал, з апроксимацію для верхньої межі, біля точок максимальної кривини. Потрійний чи подвійний інтервал складніше узгоджувати наприклад з адаптивними кроками методів інтегрування. Представлені результати швидше для контрооля значень результату чи наступних аналітичних перетворень.
Вираз верхної оцінки з малих висот можна перетворювати на нижню від'ємними зміщеннями, нульове значення відповідає формі оцінки з апроксимації функцією помилок та утримує оцінку як верхню, однак зміщений показник значно погіршує збіжність.
Оцінки точніші відносно побудованих на обмеженні значення конусом чи циліндром, мають підвищену чутливість до аргумента, наприклад верхній оцінці з вирівняними відносно нижної чи похідної показником, - з точністю до кутового множника відповідає значення нормованої площі основи.
Для роботи з виділеними інтервалами значень можна будувати спеціальні оцінки. Гіпергеометрична функція має визначення через диференціальну форму, через зміни форми розв'язку на інтервалі, широкий діапазон значень однаково контролювати явними виразами складно. Відповідно необхідну підвищену точність та контрольовану збіжність можна підтримувати точковими оцінками, що обмежують зміну або співвідноження властивостей.

## Площа
У просторі вимірності {\displaystyle n}, поверхня може бути представлена поєднанням {\displaystyle n} мірного сферичного сегмента та поверхні основи, площа останньої  {\displaystyle \textstyle S_{base}} дорівнює об'єму відповідної кулі:
{\displaystyle S_{dome}=S_{cup}+S_{base}}, де {\displaystyle \textstyle S_{base}(r,h,n)=V_{ball}(a,n-1)}, {\displaystyle \textstyle V_{ball}(a,k)={\frac {a^{k}\pi ^{k/2}}{\Gamma \left(k/2+1\right)}}}, {\displaystyle \textstyle a={\sqrt {h(2r-h)}}=r\sin(\theta )=r{\sqrt {1-t^{2}}},~t=\cos(\theta )}.
За обмеження аргумента виразу по висоті, отримання значень в необхідному діапазоні досягається заміною {\displaystyle \textstyle h_{s}\to 2r-h} та {\displaystyle \textstyle S_{cup}(r,h,n)\to S_{sphere}(r,n)-S_{cup}(r,h_{s},n)}.
{\displaystyle \textstyle S_{sphere}(r,k)={\frac {k}{r}}V_{ball}(r,k)={\frac {2\pi ^{k/2}r^{k-1}}{\Gamma (k/2)}}} - площа гіперсфери.
Інколи можна зустріти позначення площі поверхні з прив'язкою до лінійної вимірності {\displaystyle A}, це зручно для використання у просторах зі сферичною метрикою. За відстані рівної нормі {\displaystyle L_{2}},  поверхня не вироджена до площини, має додаткову інформацію в просторі параметрів, зокрема сферична має вимірність простору якому вона належить. Асимптотична поведінка площі як елемента класу характеристик відносно величини вимірності показує спільне з об'ємом у вимірностях через одну. Можливо позначення {\displaystyle A} потребує розширення функціональності, позначення {\displaystyle S} частіше фізичне. Але в даному випадку це радше позначення спеціальності випадку, закрема для сегмента.

### З використанням спеціальних функцій
гіпергеометричної функції {\displaystyle {}_{2}F_{1}}, чи регуляризованої неповної бета-функції {\displaystyle I_{x}(a,b)}:

{\displaystyle S_{cup}(r,h,n)={\frac {1}{2}}S_{sphere}(r,n)I_{\sin ^{2}\theta }\left({\frac {n-1}{2}},{\frac {1}{2}}\right)=V_{ball}(a,n-1){\,}_{2}F_{1}\left({\tfrac {1}{2}},{\tfrac {n-1}{2}};{\tfrac {n+1}{2}};\left({\tfrac {a}{r}}\right)^{2}\right)}

де {\displaystyle r\geqslant h}, {\displaystyle \textstyle \sin ^{2}\theta =\left({\frac {a}{r}}\right)^{2}={\frac {h(2r-h)}{r^{2}}}}, 
або без обмежень по висоті:
{\displaystyle S_{cup}(r,h,n)=S_{sphere}(r,n)\left({\frac {1}{2}}-{\tfrac {r-h}{r}}\,{\frac {\Gamma \left({\tfrac {n}{2}}\right)}{{\sqrt {\pi }}\,\Gamma \left({\tfrac {n-1}{2}}\right)}}{\,}_{2}F_{1}\left({\tfrac {1}{2}},{\tfrac {3-n}{2}};{\tfrac {3}{2}};\left({\tfrac {r-h}{r}}\right)^{2}\right)\right)}

### Через кінцеву ітерацію
За {\displaystyle \textstyle k={\tfrac {n-mod(n,2)}{2}}} кроків, {\displaystyle \textstyle F(m,t)=\int \limits _{t}^{1}(1-x^{2})^{\frac {m}{2}}dx}:
| обмеження                     | кроки               | вираз | параметри                                                                       |
| ----------------------------- | ------------------- | --- | ------------------------------------------------------------------------------- |
| {\displaystyle n\geqslant 2}  | кінцевий            | {\displaystyle S_{cup}(r,h,n)=(n-1)\,V_{ball}(r,n-1)F(n-3,t)}                                             | {\displaystyle p=mod(n-1,2)}, {\displaystyle t=\cos(\theta )={\tfrac {r-h}{r}}} |
| {\displaystyle i\geqslant -1} | {\displaystyle k-1} | {\displaystyle F(i+2,t)={\tfrac {1}{i+3}}\left((i+2)F(i,t)-t\left(1-t^{2}\right)^{\frac {i+2}{2}}\right)} | {\displaystyle F(-p,t)={\begin{cases}1-t&p=0\\\arccos(t)&p=1\end{cases}}}       |
| {\displaystyle i\geqslant 0}  | {\displaystyle k-p} | {\displaystyle V_{ball}(r,i+2)={\tfrac {2\pi r^{2}}{i+2}}V_{ball}(r,i)}                                   | {\displaystyle V_{ball}(r,p)={\begin{cases}1&p=0\\2r&p=1\end{cases}}}           |

Ітераційні частини є такими самими як і для об'єму, відмінності: частково у кількості кроків, мінімальній вимірності та кінцевому виразі.
Коли додатково необхідно розраховувати площу основи, більш оптимальним є розрахунок одиничної кулі, з використанням її об'єму як множника з радіусами сферичного сегмента та основи {\displaystyle \textstyle V_{ball}(x,m)=V_{ball}(1,m)\,x^{m}}. В будь якому разі не варто очікувати високу продуктивність на великих вимірностях, де зведення до ступеню у бібліотечних функціях реалізовано змінним  бітовим зсувом а факторіали обраховуються за формулою Стірлінга, кінцеве ж значення просто узгоджується налаштованим градієнтним спуском чи методом Ньютона. Перевага простоти у "дешевизні останнього значущого біта" який можна отримувати прямо з виразу без додаткових узгоджень, але "ціною" звуження області значень вхідних параметрів.

### Через кінцеві суми
У замкненій формі. Має такі ж зауваження щодо порядку сумування як і для об'єму.
{\displaystyle S_{cup}(r,h,n)={\begin{cases}2\pi ^{k}r^{2k+1}\left({\tfrac {\arccos(t)}{k!}}-{\tfrac {2^{k}{\sqrt {1-t^{2}}}}{(2k-1)!!}}\sum _{i=0}^{k-1}(-1)^{i}\alpha _{i}t^{2i+1}\right)&p=0,~k\geqslant 1\\2\pi ^{k+1}r^{2(k+1)}\left({\tfrac {2^{k}}{(2k+1)!!}}-{\tfrac {1}{k!}}\sum _{i=0}^{k}{\binom {k}{i}}{\tfrac {(-1)^{i}t^{2i+1}}{2i+1}}\right)&p=1,~k\geqslant 0\end{cases}}}
{\displaystyle \textstyle n\geqslant 3,~k={\frac {n-p-2}{2}},~p=mod(n,2),~t=\cos(\theta )={\tfrac {r-h}{r}}~\alpha _{i}>0,}, {\displaystyle \textstyle {\binom {k}{i}}={\begin{cases}{\frac {k(k-1)(k-2)\cdot \ldots \cdot (k-i+1)}{i!}}&i\geqslant 1\\1&i=0\end{cases}}} - біноміальний коефіцієнт.
- Для парних вимірностей значення коефіцієнтів {\displaystyle \alpha _{i}} можна отримати ітерацією {\displaystyle \textstyle \alpha _{i+1}={\tfrac {{\binom {k}{i+1}}-(2i+2)\alpha _{i}}{2i+3}}}, {\displaystyle \textstyle \alpha _{0}=1-{\tfrac {(2k-1)!!}{(2k)!!}}}. Для оберненого сумування {\displaystyle \textstyle \alpha _{i-1}={\tfrac {{\binom {k}{i}}-(2i+1)\alpha _{i}}{2i}}}, перший коефіцієнт має простий вигляд {\displaystyle \textstyle \alpha _{k-1}={\tfrac {1}{2k}}}. Зв'язок слідує із умови рівності похідних розрахункового та інтегрального виразів для площі {\displaystyle \textstyle (1-t^{2})^{k}={\frac {(2k-1)!!}{(2k)!!}}-tS(t,k)+(1-t^{2}){\frac {dS(t,k)}{dt}}},  {\displaystyle \textstyle S(t,k)=\sum _{i=0}^{k-1}(-1)^{i}\alpha _{i}t^{2i+1}}.  Через складну поведінку оператора суми для від'ємних граничних значень індекса, в загальному виразі обмежена мінімальна вимірність, але за потреби її можна доповнити  явно {\displaystyle \textstyle n=2,~p=0,~k=0,~S(t,k)=0,~S_{cup}(r,t,n)=2r\arccos(t)}, наприклад через додаткову вхідну перевірку. Мінімальна складність через отримання коефіцієнтів ітерацією - подвійна.
- Для не парних вимірностей, з оберненим порядком сумування, її аргумент інваріантний відносно заміни граничних значень індекса {\displaystyle \textstyle \sum _{i=0}^{k}=\sum _{i=k}^{0}}.

### Рекурентний зв'язок
- в явному вигляді, походить з ітераційного розрахунку:
{\displaystyle S_{cup}(r,t,i+2)={\tfrac {2\pi r^{2}}{i}}\left(S_{cup}(r,t,i)-t\left(1-t^{2}\right)^{\frac {i-1}{2}}V_{ball}(r,i-1)\right)={\tfrac {2\pi r^{2}}{i}}\left(S_{cup}(r,t,i)-tS_{base}(r,t,i)\right)}
де {\displaystyle i\geqslant 2,~t=\cos(\theta )={\tfrac {r-h}{r}}}, {\displaystyle \textstyle S_{base}(r,t,n)=V_{ball}(a,n-1)},  {\displaystyle \textstyle a=r{\sqrt {1-t^{2}}}}.
Для площі основи вираз походить з рекурентного зв'язку об'ємів кулі:
{\displaystyle S_{base}(r,t,i+2)={\tfrac {2\pi r^{2}}{i+1}}S_{base}(r,t,i)}

### Інтегральна форма
- інтегрування через основу, циліндричне

{\displaystyle S_{cup}(r,h,n)=(n-1)V_{ball}(1,n-1)\int \limits _{0}^{a}x^{n-2}\left(1-\left({\frac {x}{r}}\right)^{2}\right)^{-{\frac {1}{2}}}dx}
де {\displaystyle r\geqslant h}, {\displaystyle \textstyle a={\sqrt {h(2r-h)}}=r{\sqrt {1-t^{2}}}}, {\displaystyle \textstyle t=\cos(\theta )={\frac {r-h}{r}}=\left(1-\left({\frac {a}{r}}\right)^{2}\right)^{\frac {1}{2}}}.
- інтегрування через висоту

{\displaystyle S_{cup}(r,h,n)=S_{sphere}(r,n){\tfrac {\Gamma (n/2)}{{\sqrt {\pi }}\cdot \Gamma ((n-1)/2)}}\int \limits _{t}^{1}(1-x^{2})^{\frac {n-3}{2}}dx=S_{cylinder}(r,n){\tfrac {1}{2}}\int \limits _{t}^{1}(1-x^{2})^{\frac {n-3}{2}}dx}
де {\displaystyle \textstyle t=\cos(\theta )={\frac {r-h}{r}}}, {\displaystyle S_{cylinder}(r,n)=2(n-1)V_{ball}(r,n-1)=2\,r\,S_{sphere}(r,n-1)} - площа циліндру відповідного описаній кулі.
як і об'єм, площа сферичної частини сегмента має звязок із циліндром без вимірно залежжних множників.
- інтегрування через кут

{\displaystyle S_{cup}(r,h,n)=(n-1)\,V_{ball}(r,n-1)\int \limits _{0}^{\theta }\sin ^{n-2}\phi \,d\phi }
де {\displaystyle \textstyle \cos(\theta )={\frac {r-h}{r}}}.

### Зв'язок із об'ємом
походить з порівняння ітераційних форм:
{\displaystyle V_{dome}={\frac {r}{n}}\left(S_{cup}-t\,S_{base}\right)={\frac {r}{n}}\left(S_{dome}-(1+t)S_{base}\right)={\frac {r}{n}}\left(S_{cup}-t\left(1-t^{2}\right)^{\frac {n-1}{2}}V_{ball}(r,n-1)\right)}
де {\displaystyle n\geqslant 2}, {\displaystyle S_{cup}=S_{dome}-S_{base}}, {\displaystyle \textstyle S_{base}=V_{ball}(a,n-1)},  {\displaystyle \textstyle a={\sqrt {h(2r-h)}}=r{\sqrt {1-t^{2}}}}, {\displaystyle \textstyle t=\cos(\theta )={\frac {r-h}{r}}}
за використання рекурентного зв'язку чи порівняння інтегральних форм:
{\displaystyle S_{cup}(r,h,n+2)=2\pi r\,V_{dome}(r,h,n)}, за висоти рівної діаметру {\displaystyle \textstyle h=2r} вирази тотожні об'ємам сфери {\displaystyle S_{sphere}} та кулі {\displaystyle V_{ball}}.
де {\displaystyle \textstyle n\geqslant 0,V_{dome}(r,t,0)={\frac {\arccos(t)}{\pi }}},  рекурентність підтверджує те що двомірність для поверхні є межевою, тобто менші вимірності пов'язані із другою групою аксіом, алгеброю, де об'єкт лише частково пов'язаний із геометричним. Доповнення значення для нуль вимірності розглянуто в розділі
розрахунку об'єму через суми.

## Зв'язок із іншими фігурами
Об'єм гіперкульового сектора можна отримати через площу сферичного сегмента:
{\displaystyle V_{sector}={\frac {S_{cup}(r,h,n)}{S_{sphere}(r,n)}}V_{ball}(r,n)}, {\displaystyle \scriptstyle V_{ball}(r,n)={\frac {r^{n}\pi ^{n/2}}{\Gamma \left(n/2+1\right)}}}, {\displaystyle \scriptstyle S_{sphere}(r,n)={\frac {2\pi ^{n/2}r^{n-1}}{\Gamma (n/2)}}={\frac {n}{r}}V_{ball}(r,n)}
Так як  об'єм сектора складається з об'ємів конічної частини та сегмента, {\displaystyle \textstyle V_{dome}+V_{cone}=V_{sector}}, {\displaystyle \textstyle V_{cone}={\frac {r-h}{n}}S_{base}}, {\displaystyle \textstyle r>h}, можна більш цілісно записати вираз для зв'язку об'єму  та площі :
{\displaystyle \textstyle V_{dome}+V_{cone}=V_{dome}+{\frac {r-h}{n}}S_{base}={\frac {r}{n}}S_{cup}=V_{sector}}

## Приклади використання

### Густина розподілу по координататі

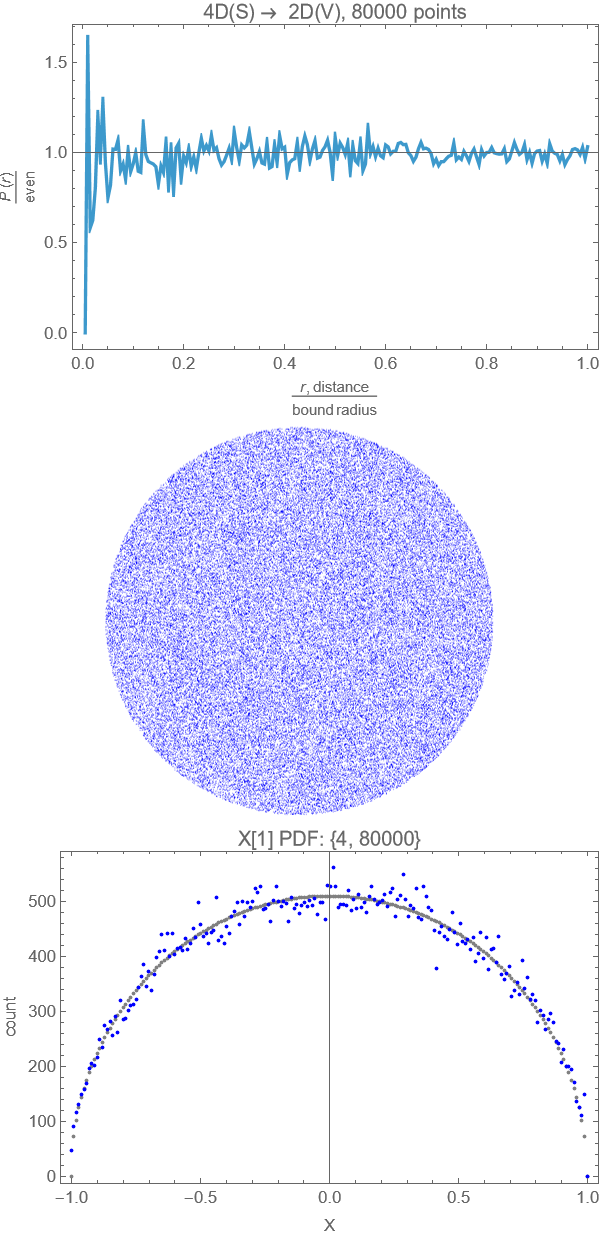
Двомірна проекція поверхні чотиривимірної сфери.

Рівномірно розподілена випадкова величина на (n)-сфері та у (n-2)-кулі мають ту саму густину розподілу по координаті:
{\displaystyle PDF_{sphere}(x,n)=PDF_{ball}(x,n-2)=\left(1-x^{2}\right)^{\tfrac {n-3}{2}}{\tfrac {\Gamma (n/2]}{{\sqrt {\pi }}\cdot \Gamma [(n-1)/2])}}}
Для сфери одиничного радіусу з центром у початку координат {\displaystyle |x|\leq 1,\quad r=1,\,n>2}. Просте отримання через інтегральну форму для висоти, із заміною {\displaystyle h=r+x\cdot r}.
Двомірна проекція рівномірно розподілених точок на поверхні 4-сфери, то звичний рівномірний плоский розподіл у 2-кулі чи диску. Так само тримірна проекція п'ятивімерної сферичної поверхні є рівномірний розподіл у 3 кулі, чи просто кулі. За проекції 3-сфери на пряму - звичайний рівномірний розподіл на проміжку.
Використання властивостей сегмента допомагає виявленню кутових параметрів серед просторових. Густина розподілу пов'язана із рівномірністю. Випадковість повязана з різними величинами, точка на повернхні то випадковий вектор сталої довжини, тоді як випадковість у  об'ємі пов'язана із випадковими координатами. Тому тотожність рівномірному випадковому розподілу для проекції потрібно встановлювати додатково. Просте обємне чи поверхневе інтегрування функцій що не чутливі до вибірки (сітки) аргументів можна використовувати обидва розподіли.
На противагу концентрацію обєму біля центру зі зростанням величини вимірності, групи точок нижчої вимірності більш "видимі", якщо настроїти розпізнавання на класс таких фігур, то проявиться другий вигляд, із відмінним від очикуваного розподілом для об'єму чи площі. "Вигляд" гіперкулі залежить від закладених у розпізнавання структурних груп. Через то багатовимірна генерація рівномірності вибагливіша за одновимірну, побудована гіперсфера може діяти як мікроскоп на структурні кореляції. Сегмент допомагає встановленню величини вимірності за аналізу просторової густини. 

### Узгодженість терміну округлення
Якщо представляти проміжок послідовністю одномірних одиничних куль, то за округлення він представлений послідовностю нескінченно вимірних. Значення менше 0,5 не містять об'єму чи незмістовні. Зв'язок із похибкою пов'язаний із подібністю асимптотичної поведінцки нормованого об'єму сегмента до статистичної функції помилок. Тобто термін округлення узгоджений з геометричною Банаховою нормою.